# Nasendrüse

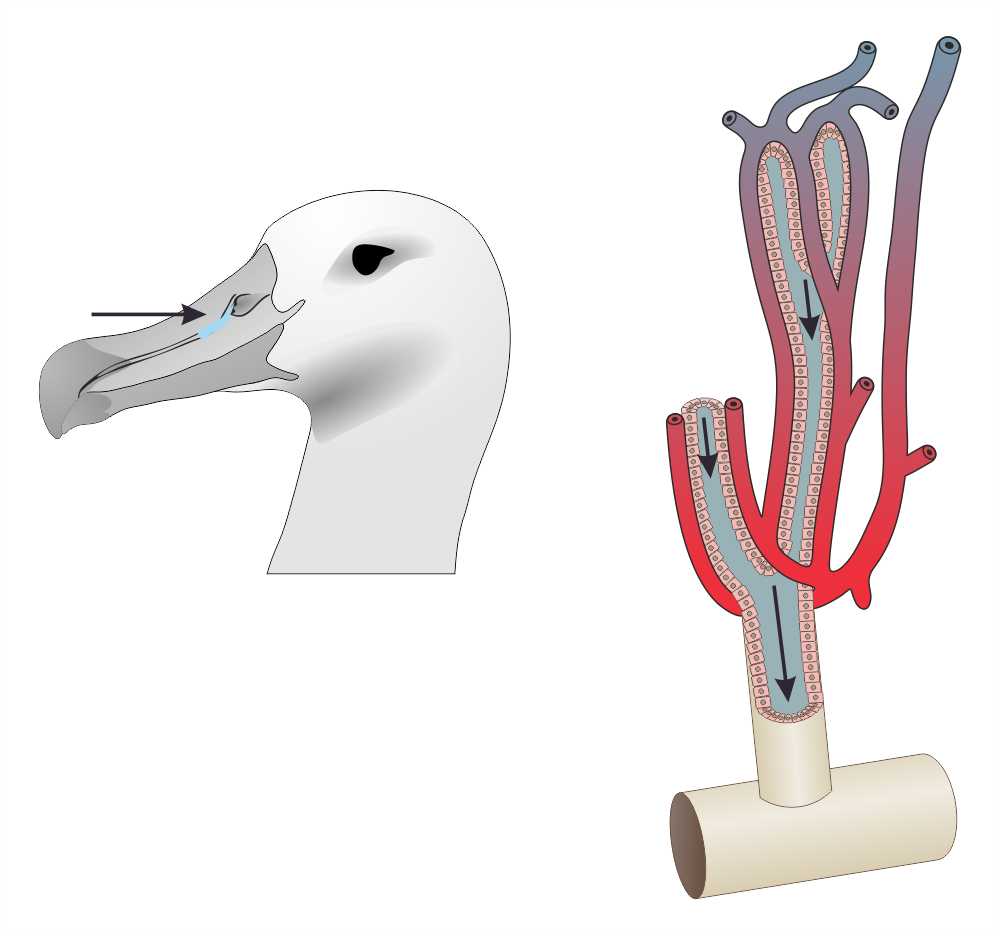
Präorbitale Nasendrüse und ihre innere Struktur

Die Nasendrüse (Glandula nasalis, Syn. Glandula supraorbitalis) ist eine paarige Drüse im Bereich der Augenhöhle bei Vögeln. Sie erstreckt sich schnabelwärts (rostral) bis in die seitliche Wand der Nasenhöhle. Die Nasendrüse ist in einen seitlichen und zur Mitte liegenden Lappen (Lobus lateralis und Lobus medialis) untergliedert, die von einer gemeinsamen Bindegewebshülle umgeben sind, aber jeder einen eigenen Ausführungsgang haben. Die Ausführungsgänge münden in die Nasenhöhle im Bereich des Übergangs zum Nasenvorhof. Bei Hühnern ist nur der Lobus medialis ausgebildet. Fälschlicherweise wird die Nasendrüse auch als „Salzdrüse“ bezeichnet. Ein salzhaltiges Sekret zur Abführung überschüssigen Kochsalzes und damit zur Osmoregulation gibt sie allerdings nur bei Meeres-, Greif- und Wüstenvögeln ab. Bei allen Vögeln verhindert sie das Austrocknen von Nase und Nasenhöhle. Zudem bindet ihr Sekret Schmutzpartikel und führt sie über die Nasenlöcher ab.
Die Lage der Nasendrüse variiert bei Vögeln. In einer umfangreichen vergleichenden Studie von Technau aus dem Jahre 1936 wurden drei prinzipielle Lokalisationen definiert:
- präorbital (vor der Augenhöhle) im Sinus infraorbitalis
- orbital, innerhalb der Augenhöhle oder ihrem Rand anliegend
- supraorbital, oberhalb der Augenhöhle in flachen Gruben im Stirnbein

Bei wenigen Arten konnte Technau keine Salzdrüse finden: Hoatzin, Gelbkehl-Flughuhn, Einlappenkasuar, Hornwehrvogel, Weißwangen-Wehrvogel, Schuhschnabel und bei Tukanen.
Die Nasendrüse ist eine außerhalb des Epithels gelegene, tubuläre oder tubuloazinöse Drüse mit merokriner Sekretion. Sie gibt ein wässriges (seröses) Sekret ab. Am Drüsenkörper verlaufen kleine Blutgefäße und der Nervus ethmoidalis.